# Subglaziales Antarktisches Gebirge
Das Subglaziale Antarktische Gebirge ein bedeutender Gebirgskomplex im zentralen Bereich Ostantarktikas. Es besteht im Wesentlichen aus dem Gamburzew-Gebirge und dem Wostok-Subglazialhochland und kann dem Crohn-Kraton zugeordnet werden. Das erstere liegt etwa südwestlich des Lambert-Grabens und schließt an die Südlichen Prince Charles Mountains im Mac. Robertson Land an.
an. Das letztere wird als die südöstliche Erweiterung des Gamburzew-Gebirges angesehen. Der Gebirgskomplex ist vollständig unter den Antarktischen Eisschild verborgen.

Karte Antarktikas
Lage vom Mac. Robertson Land
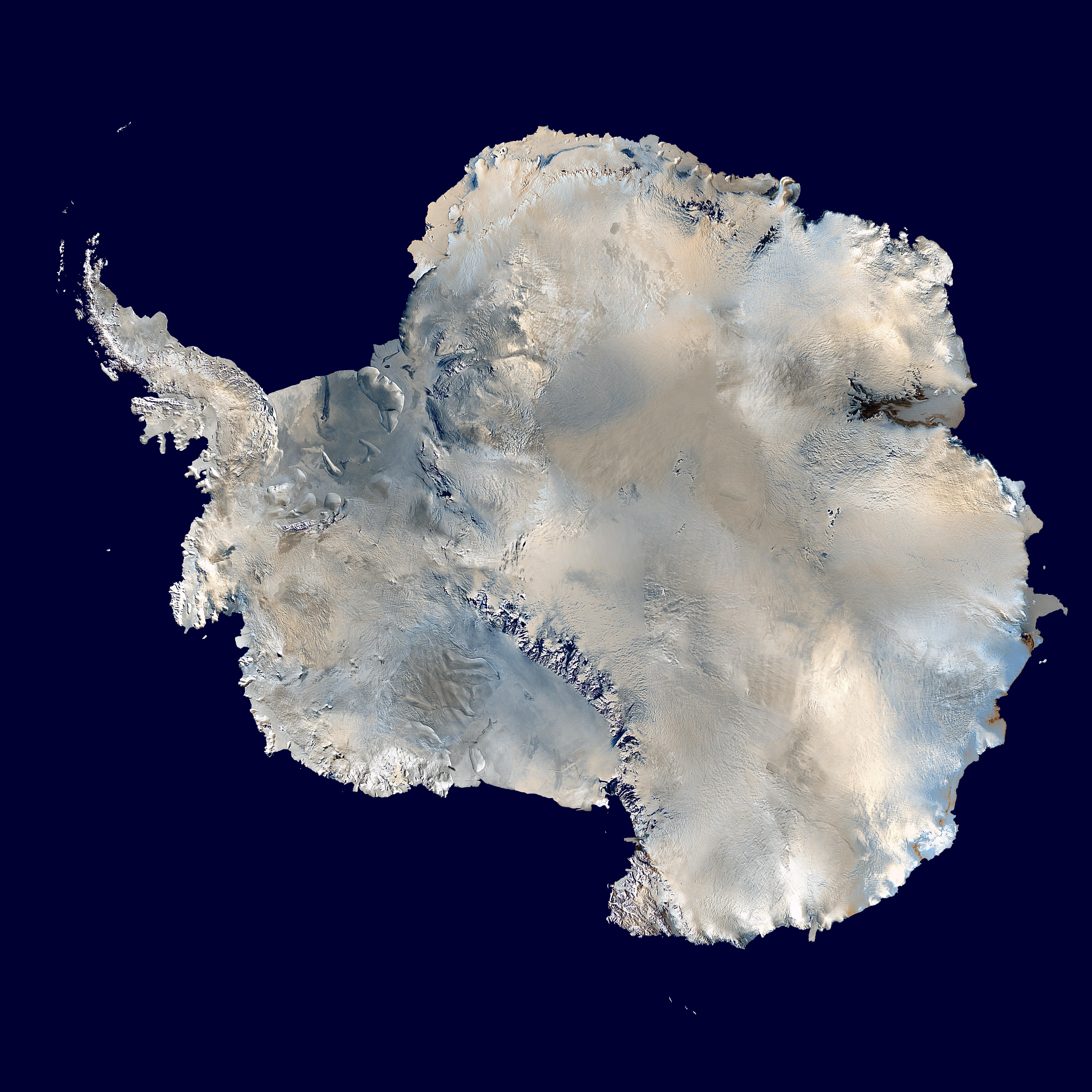
Satellitenaufnahme vom Antarktischen Eisschild

## Tektonik, Topografie

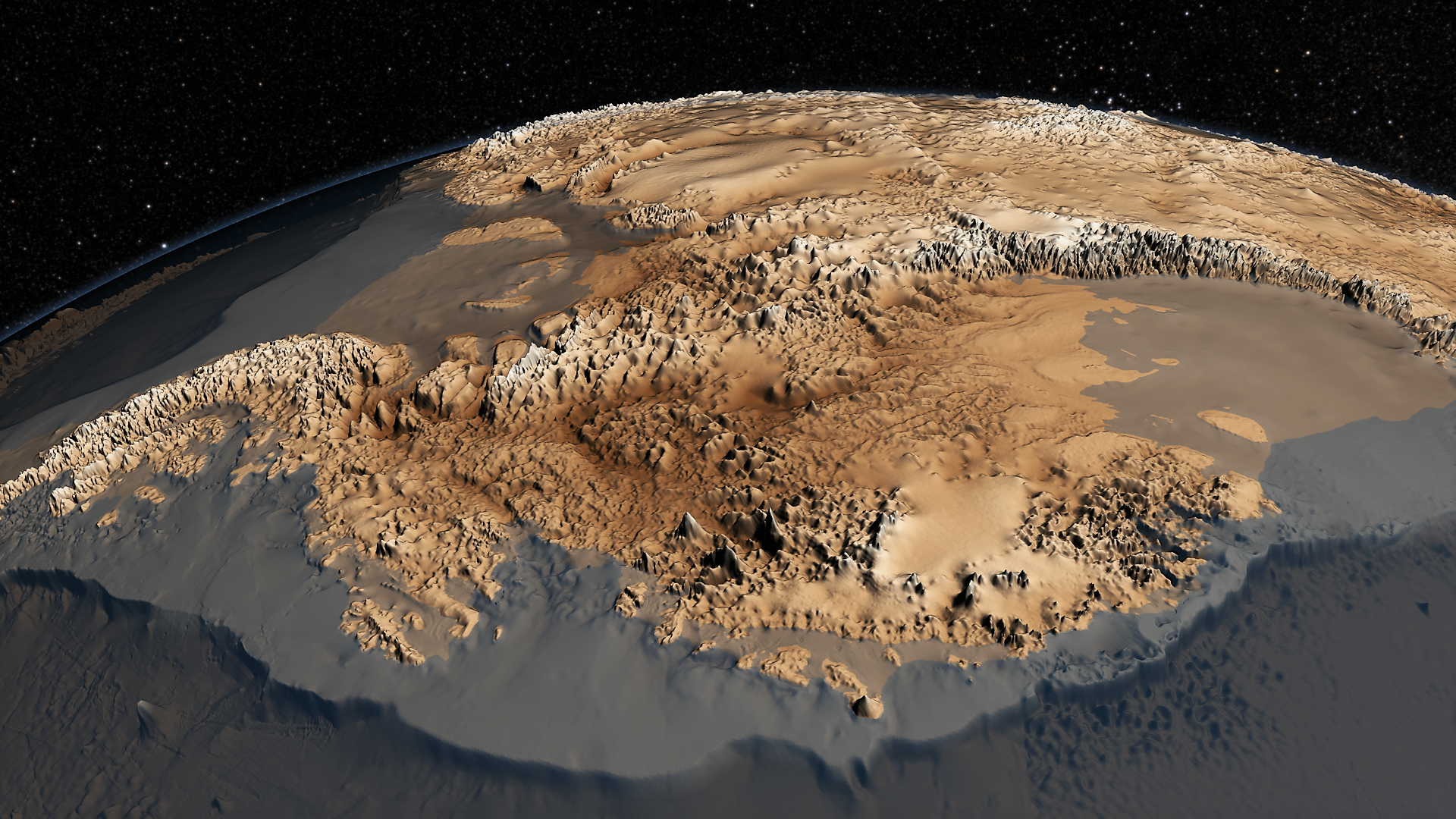
Gebirgstopografie Antarktikas
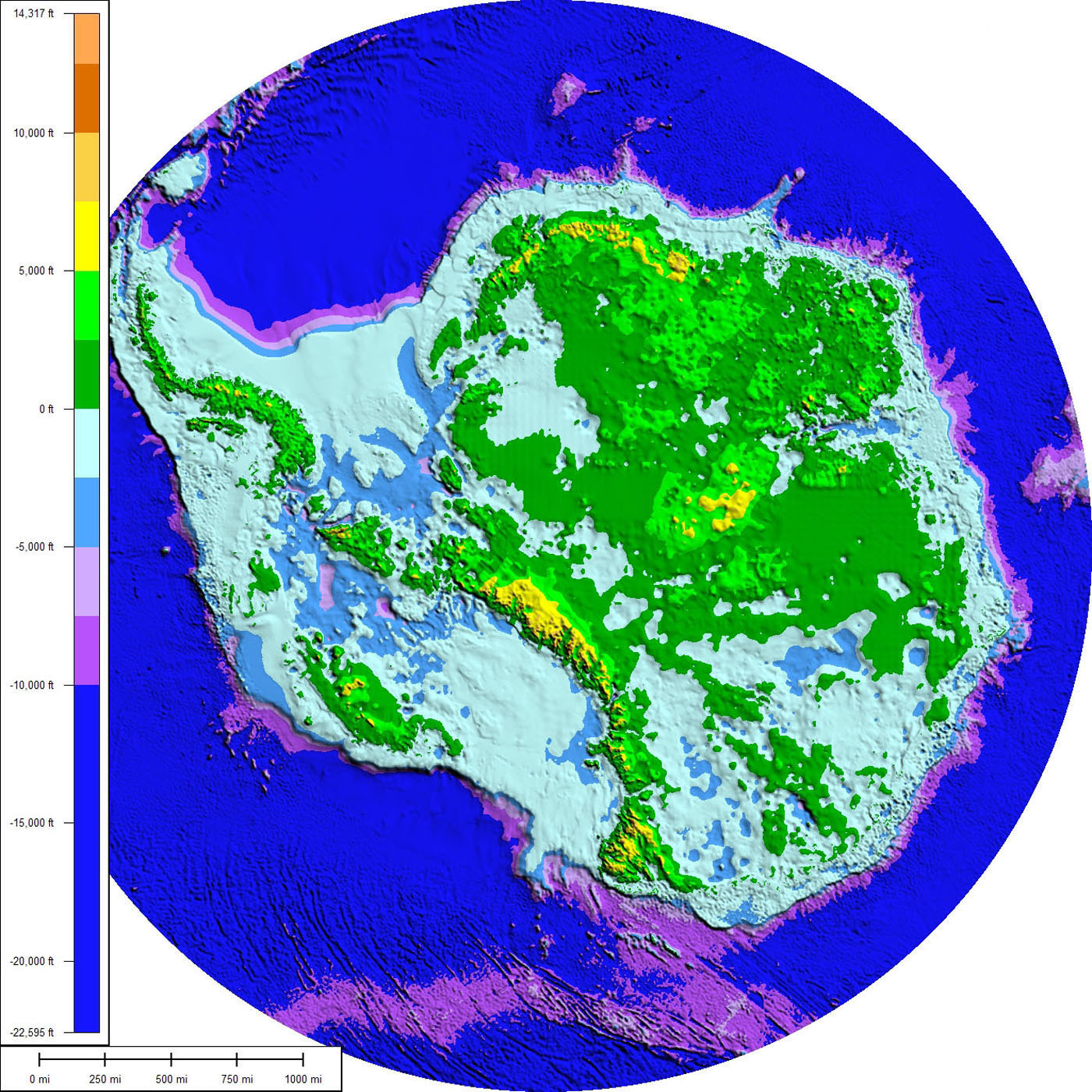
Subglaziale Topografie und Bathymetrie Antarktikas
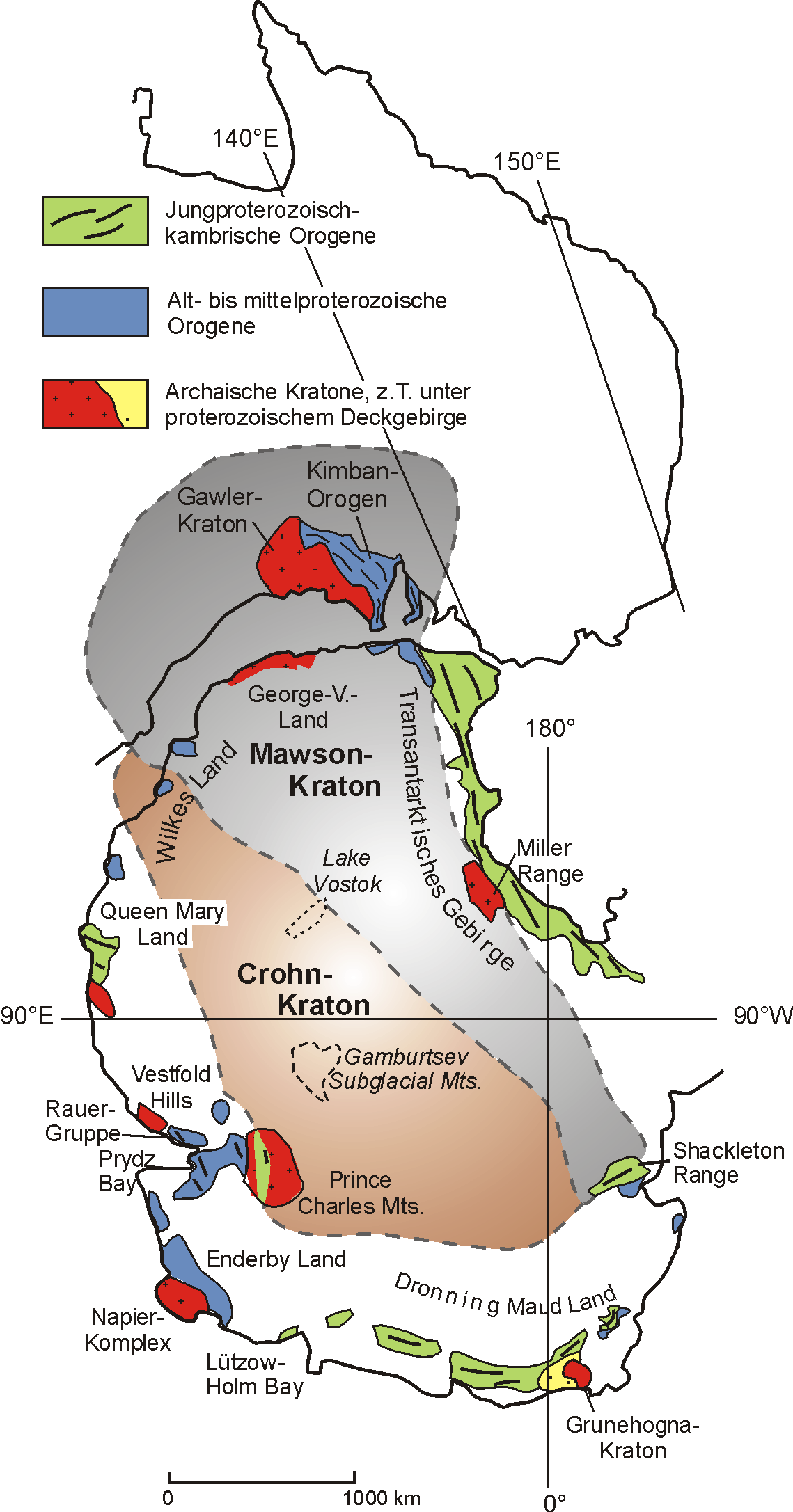
Karte des Mawson-Kratons mit dem Crohn-Kraton und der Lage vom Gamburzew-Gebirge und dem Wostoksee

Das Gamburzew-Gebirge bildet einen rund 300.000 Quadratkilometer umfassenden Gebirgskomplex von etwa 1200 Kilometer Länge und bis zu 3000 Meter Höhe. Fernerkundungsmethoden zeigen u. a. großräumige sowohl schnelle als auch langsame Anomalien in den oberen 250 Kilometer des Erdmantels. Diese weisen auf mindestens zwei lithosphärische Erdkrustesblöcke unterschiedlichen Alters hin: eine dünnere Lithosphäre unter dem wahrscheinlichen meso‐ oder neoproterozoischen Polar-Subglazialbecken und eine schnellere, dickere unter dem vermutlich archaischen bis paläoproterozoischen ostantarktischen Hochland. Innerhalb der dickeren Lithosphäre tritt eine Zone auf, die als Geosutur zwischen zwei möglicherweise gleich alten Blöcken interpretiert wird. Es wird davon ausgegangen, dass diese Geosutur eine Verlängerung des australischen Pinjarra-Orogens darstellt. Dessen Orogenese erfolgte zwischen 1090 und 1020 mya und wurde von 650 bis 520 mya im Rahmen der Gondwana-Formierung erneut tektonisch beeinflusst. Die Geosutur stellt die Kollisionszone zwischen dem Crohn-Kraton und dem Mawson-Kraton dar. Sie lässt sich im Bereich des Denman-Gletschers nachweisen. Auch dort werden unterschiedlich alte Krusteneinheiten durch eine Geosutur getrennt (Einzelheiten siehe → Bunger Hills). Der weitere Verlauf innerhalb Ostantarktika ist jedoch unklar.
Auch ist trotz des hohen Alters die Gebirgshöhe und das große Relief noch nicht vollständig geklärt. Eine Hypothese geht von einer intermittierenden Krustenverdickung während des Zusammenschlusses kratonischer Blöcke im gesamten Proterozoikum aus, die während der Bildung von Gondwana gipfelte. Die anschließende Anhebung fiel mit der Bildung von Pangaea im Karbon und Perm zusammen und bestand aus einer Kompression bestehender Verwerfungen und/oder einer Kompression an einer diffusen Plattengrenze während des mesozoischen Zerfalls von Gondwana. Dabei bildete sich ein ca. 55 Kilometer Gebirgsblock. Auch wird von einer extrem niedriger Erosionsrate vor der Eisbeckung vor 34 mya ausgegangen.

## Gesteine, Minerale
Da der Gebirgskomplexes aufgrund der mächtigen Eisbedeckung nicht aufgeschlossen ist, wurden seismische und analytische Studien mineralogischer, petrographischer und isotopischer Art sowie Bohrungen durchgeführt, um Erkenntnisse vom Gesteinsspektrum zu bekommen. Von Wichtigkeit sind dabei Sedimente sowie von detritischen (verschleppten) Zirkonen. Diese wurden z. B. aus Moränen um den Mount Rymill in den Südlichen Prince Charles Mountains oder von Mineraleinschlüssen aus Eisbohrkernen nahe dem Wostoksee entnommen.
So können Klastika aus rotem Schluffsteinen mit Glossopteris-Einschlüssen aus der Moräne um dem Mount Rymill in den Südlichen Prince Charles Mountains bis zum nahe gelegenen Gamburtsev-Gebirge aufwärts verfolgt werden. Die Klastika enthalten Zirkone mit Alter von 1300 bis 970 und 620 bis 460 mya, die von mafischen Wirtsgesteinen abstammen sowie einer Tonfraktion mit einem Alter von 2720 mya, welche der oberen kontinentalen Kruste zugeordnet wird. In letzteren sind Glimmerminerale, Quarzkörner und quarzitische Schluffsteine enthalten. Andere paläozoische und mesozoische Sedimente, die in einem radialen Muster um den zentralen Bereich Ostantarktikas abgelagert wurden, enthalten detritische Zirkone und Monazite, die von Populationen mit Alter von 1300 bis 1000 und 700 bis 500 mya dominiert werden.
Südöstlich des Gamburtsev-Gebirges, am Wostoksee, können Sandstein- und Schluffsteinklasten in einzelnen Eisbohrkernen bis in das subglaziale Hochland zurückverfolgt werden. Die Klasten enthalten Zirkone und Monazite mit Alter, die mit denen vom Mt. Rymill korrelieren. Sie weisen zwei Alterscluster von 1800 bis 1600 und 1150 bis 800 mya auf und stammen offensichtlich aus unterschiedlichen geologischen Provinzen. Die älteren können kratonischen Vorkommen zugeordnet werden, während die jüngeren aus einem meso- bis neoproterozoischen orogenen Gürtel stammen könnten. Solche sind in ostantarktischen Randgebieten gut dokumentiert. Diese Zeiträume entsprechen der Grenville-Orogenese, die mit zur Formierung des Superkontinents Rodinias führte.